# Herman Johansson
Herman Nils Johansson, född 16 oktober 1997, är en svensk fotbollsspelare som spelar för Mjällby AIF i Allsvenskan.

## Karriär
I december 2020 värvades Johansson av Mjällby AIF, där han skrev på ett treårskontrakt. I maj 2023 förlängde Johansson sitt kontrakt fram över säsongen 2026.